# Camagüey (provins)
Provinsen Camagüey  er en af Cubas provinser med 782.458(2010) indbyggere. Den er lokaliseret i den centrale del af Cuba. Hovedstaden hedder også
Camagüey og af andre større byer kan nævnes: Florida og Nuevitas.

## Administrativ opdeling
Provinsen er opdelt i 13 kommuner:
| Kommune               | Indbyggertal (2004) | Areal (km²) |
| --------------------- | ------------------- | ----------- |
| Camagüey              | 324.921             | 1.106       |
| Carlos M. de Cespedes | 25.707              | 653         |
| Esmeralda             | 29.953              | 1.480       |
| Florida               | 73.612              | 1.800       |
| Guáimaro              | 57.086              | 1.847       |
| Jimaguayú             | 21.169              | 799         |
| Minas                 | 38.517              | 1.015       |
| Najasa                | 16.470              | 921         |
| Nuevitas              | 44.882              | 415         |
| Santa Cruz del Sur    | 51.335              | 1.122       |
| Sibanicú              | 31.117              | 736         |
| Sierra de Cubitas     | 18.589              | 549         |
| Vertientes            | 53.299              | 2.005       |